# Белоушский сельсовет
Белоушский сельсовет (бел. Белавушскі сельсавет) — административная единица на территории Столинского района Брестской области Беларуси. Административный центр — агрогородок Белоуша.

## История
Сельсовет образован в 1940 г.

## Состав
Белоушский сельсовет включает 2 населённых пункта:
- Белоуша — агрогородок
- Рыбники — деревня